# Liste des princesses de Linange
Cet article présente la liste des femmes devenues princesses par leur mariage avec un prince de Linange.

## Famille de Linange (1779-)
| Portrait | Nom (dates)                                                              | Époux                                                                                      | Titres | Eléments biographiques |
| -------- | ------------------------------------------------------------------------ | ------------------------------------------------------------------------------------------ | --- | --- |
|          | Christiane-Wilhelmine-Louise de Solms-Rödelheim et Assenheim (1736-1803) | - Charles-Frédéric-Guillaume de Leiningen (mariage en 1749)                                | - Princesse de Linange (1779-1803) | - Princesse de la Maison de Solms-Rödelheim-Assenheim. Fille de Wilhelm Carl Ludwig de Solms-Rödelheim et Assenheim et de Marie-Anne de Wurmbrand-Stuppach. - Mère d'Emile-Charles de Leiningen.                    |
|          | Victoire de Saxe-Cobourg-Saalfeld (1786-1861)                            | - Emile-Charles de Leiningen (mariage en 1803) - Édouard-Auguste de Kent (mariage en 1818) | - Princesse de Linange (1807-1814) - Duchesse de Kent (1818-1820) | - Princesse de la Maison de Saxe-Cobourg et Gotha. Fille de François de Saxe-Cobourg-Saalfeld et d’Augusta Reuss d'Ebersdorf. - Mère de Charles de Linange, de Théodora de Leiningen et de Victoria du Royaume-Uni. |
|          | Maria von Klebelsberg (1806-1880)                                        | - Charles de Linange (mariage en 1829)                                                     | - Princesse de Linange (1829-1856) | - Princesse de la Famille von Klebelsberg. Fille de Maximilian von Klebelsberg et de Maria Anna von Turba. - Mère d'Ernest de Leiningen.                                                                            |
|          | Marie de Bade (1834-1899)                                                | - Ernest de Leiningen (mariage en 1858)                                                    | - Princesse de Linange (1858-1899) | - Princesse de la Maison de Zähringen. Fille de Léopold Ier de Bade et de Sophie de Suède. - Mère d'Emile-Edouard de Linange.                                                                                       |
|          | Féodora de Hohenlohe-Langenbourg (1866-1932)                             | - Emile-Edouard de Linange (mariage en 1894)                                               | - Princesse de Linange (1904-1932) | - Princesse de la Maison de Hohenlohe-Langenbourg. Fille d'Hermann de Hohenlohe-Langenbourg et de Léopoldine de Bade. - Mère de Frédéric-Charles de Leiningen et d'Hermann zu Leiningen.                            |
|          | Maria Kirillovna de Russia (1907-1951)                                   | - Frédéric-Charles de Leiningen (mariage en 1925)                                          | - Princesse de Russie (1907-1924) - Grande-duchesse de Russie (1924-1925) - Princesse héritière titulaire de Linange (1925-1939) - Princesse titulaire de Linange (1939-1946) | - Princesse de la Maison de Holstein-Gottorp-Romanov. Fille de Cyrille Vladimirovitch de Russie et de Victoria-Mélita de Saxe-Cobourg-Gotha. - Mère d'Emile-Cyrille de Linange.                                     |
|          | Eilika d'Oldenbourg (1928-2016)                                          | - Emile-Cyrille de Linange (mariage en 1950)                                               | - Princesse titulaire de Linange (1950-1991) | - Princesse de la Maison d'Oldenbourg. Fille de Nicolas d'Oldenbourg et d'Hélène de Waldeck et Pyrmont. - Mère de Charles Emich de Leiningen et d'André de Linange.                                                 |
|          | Alexandra de Hanovre (1959-)                                             | - André de Linange (mariage en 1981)                                                       | - Princesse titulaire de Linange (1991-) | - Princesse de la Maison de Hanovre. Fille d'Ernest-Auguste de Hanovre et d'Ortrude de Schleswig-Holstein-Sonderbourg-Glucksbourg.                                                                                  |

## Voir également
- Famille de Linange
- Prince de Linange

## Sources
- https://archive.is/20120722083831/http://www.btinternet.com/~allan_raymond/Leiningen_Royal_Family.htm
- Marek, « leiningen/leiningen6.html », Genealogy.EU